# 吉祥寺の朝日奈くん
『吉祥寺の朝日奈くん』（きちじょうじのあさひなくん）は、2009年に祥伝社から刊行された中田永一の短編小説集およびその表題作。
表題作は2011年に映画化された。

## 収録作品
- 交換日記始めました!
- ラクガキをめぐる冒険
- 三角形はこわさないでおく
- うるさいおなか
- 吉祥寺の朝日奈くん

## 既刊一覧
- 単行本、2009年12月11日発売、祥伝社、ISBN 978-4-396-63330-1
- 文庫、2012年12月12日発売、祥伝社文庫、ISBN 978-4-396-33802-2

## 映画
2011年の日本映画。加藤章一監督、桐山漣主演。

### キャスト
- 朝日奈ヒナタ：桐山漣
- 山田真野：星野真里
- 哲雄先輩：要潤
- 藤村博喜：柄本佑
- 高山加奈：田村愛
- 朝日奈良一：水橋研二
- 三田：東加奈子
- 飲み屋の客：宮﨑将
- 山田遠野：平澤宏々路
- 舞台の俳優1：全原徳和
- 舞台の俳優2：加藤貴宏
- カフェの店長：村杉蝉之介
- 飲み屋の客：徳井優

### スタッフ
- 監督：加藤章一
- 原作：中田永一
- 脚本：日向朝子
- 音楽：野崎美波
- 主題歌：斉藤和義「空に星が綺麗〜悲しい吉祥寺〜」
- 撮影：戸田義久
- 照明：木津俊彦
- 美術：吉村昌悟
- 編集：菊井貴繁
- エグゼクティヴ・プロデューサー：桜井良樹
- プロデューサー：松本治朗、越川道夫
- 制作プロダクション：スローラーナー
- 製作：ヒラタフィルム
- 配給：アステア、スローラーナー